# If Then Else
Albums de The Gathering
Superheat (live)
(2000) Souvenirs
(2003)
Singles
1. Rollercoaster
Sortie : 2000
2. Amity
Sortie : 2001

If Then Else (stylisé if_then_else) est le 6e album studio du groupe de rock néerlandais The Gathering sorti le 3 juillet 2000 sur le label Century Media.
Le titre combine l'instruction conditionnelle if-then-else et le tiret bas qui sont utilisés en informatique.

## Contexte
Dans une interview accordée au magazine Elegy, le claviériste Frank Boeijen révèle que if_then_else était le titre d'une chanson qui n'a finalement pas été retenue pour figurer sur l'album, mais ce titre plaisait tellement au groupe qu'il a été conservé. D'autant plus qu'il correspond, selon lui, au concept de l'album dont l'idée centrale est que le monde moderne va trop vite. Idée illustrée par la couverture du disque, comme l'explique la chanteuse Anneke Van Giersbergen. La photo de la pochette montre des gens qui apparaissent flous à cause de leur déplacement rapide dans le couloir d'une gare. Au verso apparaissent nettement les cinq membres du groupe, assis par terre, accroupis ou adossés au mur dans ce même couloir.
Ce contraste entre la vie trépidante et le groupe qui prend le temps de faire une pause et de réfléchir se retrouve dans plusieurs chansons: Rollercoaster, Bad Movie Scene, Analog Park ou Morphia's Waltz.
Selon le journaliste Guillaume Michel, cet album est un peu un résumé de carrière, offrant ce que le groupe a de meilleur, où chaque titre explore un univers sonore différent: du métal à la pop sombre et au dark rock en passant par des ballades trip hop.

## Liste des titres
Toutes les paroles sont écrites par Anneke Van Giersbergen, sauf mention contraire.
Toutes les musiques sont composées par The Gathering.
| 1.    | Rollercoaster                                                        | 4:45 |
| 2.    | Shot to Pieces                                                       | 4:10 |
| 3.    | Amity                                                                | 5:57 |
| 4.    | Bad Movie Scene                                                      | 3:49 |
| 5.    | Colorado Incident (paroles de René Rutten et Anneke Van Giersbergen) | 4:53 |
| 6.    | Beautiful War (instrumental)                                         | 2:33 |
| 7.    | Analog Park                                                          | 6:06 |
| 8.    | Herbal Movement                                                      | 4:11 |
| 9.    | Saturnine                                                            | 5:12 |
| 10.   | Morphia's Waltz                                                      | 6:37 |
| 11.   | Pathfinder (instrumental)                                            | 4:39 |
| 59:25 |                                                                      |      |

## Musiciens
- Anneke Van Giersbergen : chant
- René Rutten : guitares électriques et acoustiques, vibraphone
- Frank Boeijen : claviers, loops, orgue Hammond, piano droit, piano électrique
- Hugo Prinsen Geerligs : basse, vibraphone
- Hans Rutten : batterie, percussions, loops

Musiciens additionnels
- Bart van Vegchel - cor d'harmonie (titres 1, 6, 11)
- Ad Verspaandonk - trombone (titres 6, 11)
- Emmeke Bressers - hautbois (titre 6)
- Jasper Slotboom - violoncelle (titre 6)
- Marthe Kalkhoven - violoncelle (titre 6)
- Jiska ter Bals - violon (titres 3, 6, 9, 10, 11)

## Classements hebdomadaires
| Classement (2000)             | Meilleure place |
| ----------------------------- | --------------- |
| Allemagne (Media Control AG)  | 76              |
| Pays-Bas (Mega Album Top 100) | 47              |